# Artocarpus longifolius
Artocarpus longifolius är en mullbärsväxtart. Artocarpus longifolius ingår i släktet Artocarpus och familjen mullbärsväxter.

## Underarter
Arten delas in i följande underarter:
- A. l. adpressus
- A. l. longifolius